# Єлле Ван-Дамме
Єлле Франсуа Марія Ван-Дамме (фр. Jelle François Maria Van Damme / нід. Jelle François Maria Van Damme; нар. 10 жовтня 1983, Локерен, Бельгія) — бельгійський футболіст, центральний / лівий захисник та лівий півзахисник. Виступав за клуби Бельгії, Англії, Німеччину, Нідерланди та США. Також зіграв понад 30 матчів за національну збірну Бельгії.

## Клубна кар'єра

### Ранні роки
Футболом розпочав займатися у 6-річному віці у «Локерені». За декілька сезонів привернув до себе увагу багатьох європейських клубів. У 1993 році перебрався до академії «Беверена», але вже 1998 року повернувся до «Локерена». 
У 2001 році перебрався до «Жерміналь Беєрсхота». Антверпенський клуб одразу ж почав підпускати юного гравця до основного складу. Під керівництвом Франкі ван дер Ельста зіграв свої перші хвилини у Лізі Жупіле. Провів 7 матчів у чемпіонаті Бельгії та 1 поєдинок у кубку Бельгії. «Беєрсхот» мав партнерську угоду з «Аяксом», тому вже в лютому 2002 року Єлле прийнняв пропозицію від нідерландського клубу прибути до нього на перегляд.

### «Аякс»
Влітку 2002 року підписав повноцінну угоду з «Аяксом», де вже виступали його співвітчизники Веслі Сонк та том Сотерс. Дебютував за першу команду 12 квітня 2002 року. Яскраво себе проявив у Кубку Нідерландів. У матчі проти «Спарти» вийшов замість капітана Крістіана Ківу (за рахунку 4:0 на користь «Аякса»). У складі «Аякса» не лише виграв Ередивізі цього сезону, а також потрапив до попереднього списку гравців, які готувалися до фіналу кубку Нідерландів проти «Утрехта». Окрім цього, у складі «Йонг Аякса» став переможцем чемпіонату U-23, а з командою Яна Олде Рікерінка дійшов до півфіналу Кубку Нідерландів.
Сезон 2002/03 років розпочав у Лізі чемпіонів як основний гравець, дебютував у програному (0:1) виїзному матчі проти «Інтернаціонале» (відіграв усі 90 хвилин). Але в листопаді 2002 року зламати палець на нозі. Після закінчення сезону підписав 3-річний контракт з нідерландським топ-клубом. Наступного сезону допоміг «Аяксу» знову вийти до групового етапу Ліги чемпіонів, але шансів зіграти в першій команді, яка виграла чемпіонат, у нього було небагато, а клуб на фланзі захисту віддав перевагу бразильцю Максвеллу. У складі «Аякса» двічі ставав чемпіоном країни (2002 і 2004), виграв національний кубок (2002) та Щит Йогана Кройфа (2002). Загалом за «Аякс» провів 33 поєдинки.

### «Саутгемптон»
Через нестачу ігрової практики футболіста у червні 2004 року клуб вирішив прийняти пропозицію про купівлю Ван-Дамме за 2,5 мільйони британських фунтів від представника англійської Прем'єр-ліги «Саутгемптона». Силова гра англійського футболу повинна була підходити йому більше, ніж нідерландський чемпіонат. Єлле довелося конкурувати з 36-річним досвідченим фланговим захисником та колишнім гравцем збірної Грем Ле Со. Ван Дамм грав у команді разом з Джеймсом Бітті, Пітером Краучем, Джеймі Реднаппом і Кевіном Філліпсом, серед інших. Під час свого перебування в «Саутгемптоні» ігрової практики отримував небагато, зіграв шість матчів у сезоні 2004/05 років, в якому клуб вилетів у Чемпіоншип. 

#### Оренда у «Вердер»
Сезон 2005/06 років провів в оренді в клубі німецької Бундесліги «Вердер» (Бремен), але знову грав нерегулярно, зіграв вісім матчів (з них — три у старті), але разом з «музикантами» став срібним призером Бундесліги. У німецькому клубі став одноклубником Торстена Фрінгса, Тіма Боровскі, Жоана Міку та Мірослава Клозе та інших. Під керівництвом тренера Томаса Шаафа у гравця було небагато можливостей для виходу на поле, частково через те, що він отримав травму наприкінці вересня 2005 року, саме тоді, коли він виборов собі місце в основі. Загалом зіграв у восьми матчах чемпіонату, одному кубковому матчі та одному матчі попереднього раунду Ліги чемпіонів. Також відзначився одним голом. По завершення сезону німецький клуб на продовжив оренду, тому Ван-Дамме повернувся до Англії. 

### «Андерлехт»

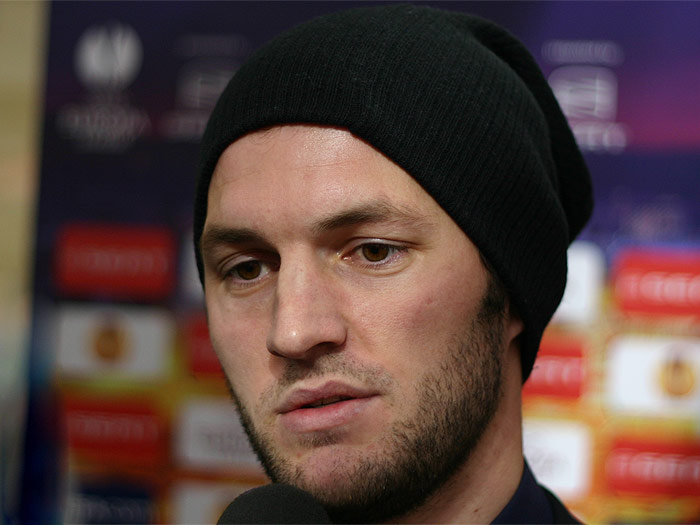
Єлле Ван-Дамме у 2009 році.

У пошуках ігрової практики повернувся на батьківщину, щоб у червні 2006 року за 500 000 євро відступних підписати контракт з «Андерлехтом», де став дублером лівого захисника Олівьє Дешахта. Але після приходу на посаду головного тренера Аріель Якобс, проявив себе на позиції атакувального лівого півзахисника, доки остаточно не витіснив з вище вказаної позиції свого одноклубника Барта Гора на постійній основі. Єлле мав проблеми зі здоров'ям і повинен був перенести операцію на нозі в грудні 2008 року, після чого залишив поле на два місяці. Загалом його чотирирічний період в «Андерлехті» став набагато успішнішим, оскільки Єлле разом з командою виграв два розіграші Ліги Жупіле (ще двічі ставав срібним призером) і Кубок Бельгії 2008 року, а також декілька разів виступав на групових етапах Ліги чемпіонів. З роками став одним із ключових гравців «пурпурно-білих» і став улюбленцем вболівальників. На лівому фланзі використовувався як у захисті, так і в півзахисті. Єлле відзначився голом у переможному (2:1) поєдинку проти принципового суперника «Брюгге», завдяки чому виграв другий з вище вказаних чемпіонських титулів у 2010 році. Щороку з'являлося багато клубів, які цікавилися Єлле. Під час зимового трансферного вікна 2009 року у послугах Ван-Дамме були зацікавлені й декілька клубів зі Східної Європи, серед яких був і казанський «Рубін», який потребував посилення лінії оборони. Проте в підсумку генеральний менеджер «Андерлехта» Герман ван Голсбек заявив, що Єлле не залишить клуб до кінця сезону. Сам же Ван-Дамме в інтерв'ю фламандській газеті «Het Laatste Nieuws» заявив, що йому приємно дізнатися про інтерес з боку такого клубу як «Рубін», але оскільки дружина Йелле, Елке, вагітна, Ван Дамме не побажав їхати в Росію поодинці, але зазначив, що буде готовий обговорювати трансфер у жовтні 2009 року, коли очікується народження сина. Проте найнаполегливішим став прямий конкурент «Андерлехта», «Стандард» (Льєж), який сподівався викупити Ван Дамма влітку 2009 року, але гравець залишився з «пурпурно-білими». У «Стандарда», щоправда, на захисника залишилися чималі гроші. Клуб був готовий заплатити «Андерлехту» трансферну суму в 5 мільйонів євро, а самому Ван Дамму пропонували зарплату в 1,5 мільйона євро на рік. На той час така пропозиція вдвічі перевищувала річну зарплату таких гравців, як Стівен Дефур (капітан і володар нідерландської «Золотої бутси») і Милан Йованович (Найкращий професіональний футболіст року і володар «Золотої бутси»). Ван-Дамме зіграв за «Андерлехт» 148 матчів, у яких відзначився 18-ма голами.
Під час перебування у Брюсселі став джерелом неприємного інциденту, коли захисник «Стандарда» Огучі Оньєву звинуватив його в расизмі, стверджуючи, що Єлле назвав його «брудною мавпою» під час плей-оф Чемпіонату 2008–09 років між клубами. Згодом Огучі подав до суду на Ван Дамма, хоча в лютому 2011 року після зустрічі між двома гравцями позов було відкликано, оскільки Ван Дамм вибачився за будь-яку образу, яку він міг зробити.

### «Вулвергемптон Вондерерз»
У червні 2010 року повернувся до Прем'єр-лігу, став гравцем «Вулвергемптон Вондерерз». Ван-Дамме підписав трирічну угоду з можливістю продовження ще на один рів, як повідомляється за суму відступних у розмірі 2,5 мільйона фунтів стерлінгів. Тренер «Вовків» Мік Маккарті деякий час наполягав на його приході та зумів випередити у боротьбі за гравця такі клуби, як «Вест-Бромвіч Альбіон» і «Фулгем», а також казанський «Рубін». За умовами про перехід до «Андерлехту» в 2006 році, «Саутгемптон» повинен був отримати від 10 до 15 % від гонорару, отриманого «Вовками», що склало близько 300 000 фунтів стерлінгів. Через декілька тижнів після переходу зізнався, що хотів би залишитися в «Андерлехті», але керівництво не задовільнило його пропозицію.
Спочатку бельгійцю було важко адаптуватися. Через деяких колишніх одноклубників по «Андерлехту» давав зрозуміти, що сумує за Бельгією, після чого в ЗМІ відразу ж виникло багато припущень про можливе повернення до колишнього клубу. Згодом з'явилися чутки про перехід до «Стандарда». Але невдовзі льєжський клуб оголосив на своєму офіційному сайті, що Ван-Дамме більше не є варіантом для клубу через занадто високу суму відступних. Згодом ним зацікавився й «Брюгге». Своїм першим та єдиним голом за «Вовків» відзначився 11 вересня 2010 року в поєдинку проти «Фулгема». Ван-Дамме провів лише 6 поєдинків за «Вулвергемптон». Проте йому не вдалося адаптуватися в клубі, і 29 листопада 2010 року підписав попередню угоду про повернення в Бельгію, на три з половиною роки з льєзьким «Стандардом», після шести зіграних матчів за клуб з Мідлендса.

### «Стандард» (Льєж)
Повернення Ван-Дамме до Бельгії офіційно підтвердили в січні 2011 року, після відкриття трансферного вікна. Як виявилося, заява про незацікавленість у футболісті була оманою, щоб випередити конкурентів. Люк Девро, головний тренер «Брюгге», оголосив у ЗМІ після переходу Ван-Дамме в «Стандард», що «Брюгге» уклав угоду як з «Вулвергемптоном», так і з самим гравцем. Незважаючи на цю угоду, гравець зрештою опинився у Рушів. Голова Роджер Ванден Сток назвав Ван-Дамме «нестабільним хлопчиком» після його повернення до Бельгії. Зрештою клуб заплатив «Вулвергемптону» 3 500 000 євро. 
Ван-Дамме, лівий захисник за профелем, в «Стандарді» виступав у півзахисті, разом із Акселем Вітселем, Стівеном Дефуром і Камарою. Дебютував у «Стандарді» 23 січня у програному (0:2) поєдинку проти свого колишнього клубу, «Андерлехта». У липні 2011 року, як і в «Андерлехті», тренер Хосе Ріга призначив його капітаном команди. Його виступи в «Андерлехті» ніколи не було проблемою в Льєжі, і донині він є одним із небагатьох колишніх гравців, яких ніколи не освистували у клубі. У 2011 і 2016 роках з командою вигравав кубок з Льєжом. За 5,5 років провів за «Стандард» 205 матчів, у яких 22 рази відзначився голом.

### «Лос-Анджелес Гелаксі»

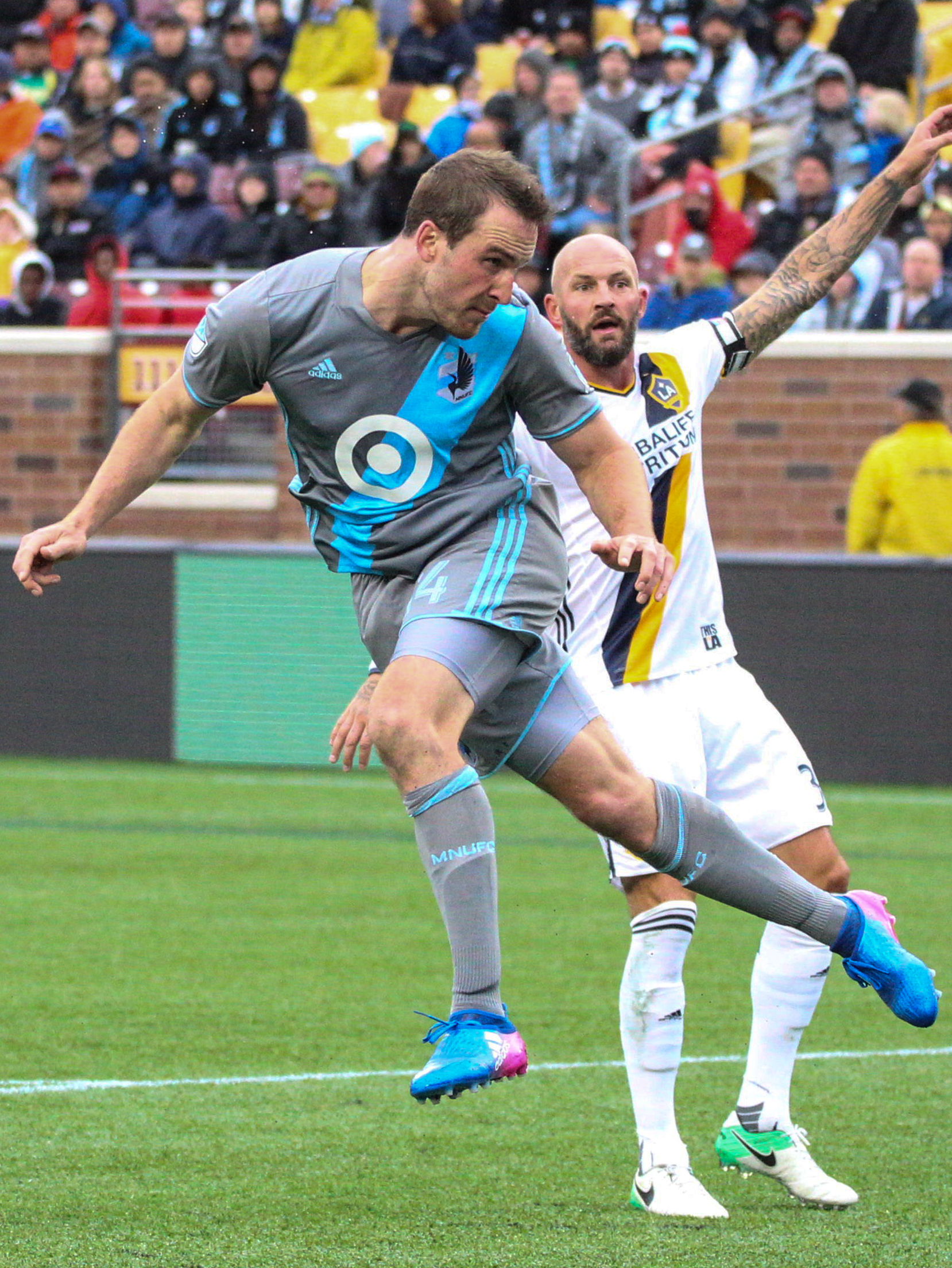
Єлле Ван-Дамме під час гри за «Лос-Анджелес Гелаксі» у 2017 році

26 січня 2016 року було оголошено, що Єлле Ван-Дамме вільним агентом приєднався до «Лос-Анджелес Гелаксі». Він став одноклубником, зокрема, Роббі Кіна. Дебютував за нову команду 24 лютого 2016 року в чвертьфінальному матчі Ліги чемпіонів КОНКАКАФ проти «Сантос Лагуни». У своєму першому сезоні в США став стабільним гравцем захисту, номінувався на нагороди «Новачок року» і «Захисник року». 3 серпня 2017 року викликаний на Матч всіх зірок МЛС. Таким чином, він був визнаний одним з найкращих гравців MLS того сезону. Ван Дамм вийшов у стартовому складі на матч проти «Реала», де грав разом з Кака, Бастіаном Швайнштайгером і Давідом Вільєю. У другому сезоні в американському клубі став капітаном команди. За два сезони зіграв 55 матчів за «ЛА Гелексі», в яких йому вдалося відзначитися 2-ма голами.

### «Антверпен»
У серпні 2017 року повернувся до Бельгії, після того як «Антверпен» викупив контракт футболіста за 235 000 доларів. Гравець пояснив, що основною причиною відходу з «Гелексі» було те, що він хотів бути ближче до своїх дітей. У свою чергу «Гент» також планував повернути колишнього гравця «Андерлехта» і «Стандарда» до Бельгії. Підписав контракт на два сезони з клубом з Босейлстадіоном. «Антверпен» став його дев'ятим клубом у насиченій кар'єрі.
Два роки по тому, однак, не отримав пропозицію про продовження контракту, незважаючи на те, що швидко став основним гравцем команди. На початку другого сезону перебування в «Антверпені» планувалося розпочати переговори про продовження контракту. Потім у нього виник конфлікт з тренером Ласло Белені. Загалом провів 58 матчів за «Антверпен», у яких йому вдалося відзначитися одним голом.

### «Локерен»
3 липня 2019 року підписав 1-річний контракт з «Локереном». У «Локерені» перетнувася з новим власником Луї де Фрізом, з яким працював у минулому. Однак його перебування в «Локерені» закінчилася провалом. У чемпіонаті команда посіла останнє місце і змушений був грати в плей-оф за збереження місця в чемпіонаті проти «Руселаре». Однак цей матч так і не відбувся через пандемію COVID-19. Також виникли серйозні фінансові проблеми, що зробило банкрутство неминучим.

### Завершення кар'єри
У лютому 2021 року, після півроку перебування без клубу, оголосив про завершення професіональної кар'єри.

## Кар'єра в збірній
Дебютував у національній збірній Бельгії 29 березня 2003 року в програному (0:4) матчі кваліфікації чемпіонату Європи 2004 проти Хорватії. У футболці «Червоних дияволів» йому довелося конкурувати, зокрема, з Петером ван дер Гейденом, Філіппом Леонаром і Дідьє Деденом, а згодом ще й з Ніколасом Ломбертсом, Філіпом Дамсом і Томасом Вермаленом. Виступав за національну збірну в невдалих для неї кваліфікаційних турнірах до чемпіонату світу 2006 і 2010 років, а також у Євро-2008. З 2003 по 2014 рік 40 разів викликався до складу збірної Бельгії, зіграв 31 матч, забитими м'ячами не відзначався.

## Особисте життя
Ван-Дамме був одружений на колишній тенісистці Елке Клейстерс, сестрі Кім Клейстерс, з якою одружився у травні 2008 року в Бре. Пара розлучилася у 2016 році. В Єлле від шлюбу з Елке залишився син (2009) та донька (2010).
Двоюрідний брат колишньої велосипедистки Еві Ван-Дамме.

## Цікаві факти
Напередодні матчу льєжського «Стандарда» проти петербурзького «Зеніта» російські журналісти поцікавилися, чи пов'язаний Єлле з бельгійським голлівудським актором Жаном-Клодом Ван Дамом.

## Статистика виступів

### Клубна
| Клуб                       | Сезон             | Ліга                | Ліга  | Ліга | Нац. кубок | Нац. кубок | Кубок ліги | Кубок ліги | Конт. кубок | Конт. кубок | Інші  | Інші | Загалом | Загалом |
| Клуб                       | Сезон             | Дивізіон            | Матчі | Голи | Матчі      | Голи       | Матчі      | Голи       | Матчі       | Голи        | Матчі | Голи | Матчі   | Голи    |
| -------------------------- | ----------------- | ------------------- | ----- | ---- | ---------- | ---------- | ---------- | ---------- | ----------- | ----------- | ----- | ---- | ------- | ------- |
| «Локерен»                  | 1998–99           | Ліга Жупіле         | 1     | 0    | 0          | 0          | —          | —          | —           | —           | —     | —    | 1       | 0       |
| «Жерміналь Беєрсхот»       | 2001–02           | Ліга Жупіле         | 7     | 0    | 0          | 0          | —          | —          | —           | —           | —     | —    | 7       | 0       |
| «Аякс»                     | 2001–02           | Ередивізі           | 1     | 0    |            |            | —          | —          | 0           | 0           | —     | —    | 1       | 0       |
| «Аякс»                     | 2002–03           | Ередивізі           | 11    | 0    |            |            | —          | —          | 7           | 0           | —     | —    | 18      | 0       |
| «Аякс»                     | 2003–04           | Ередивізі           | 6     | 0    |            |            | —          | —          | 5           | 0           | —     | —    | 11      | 0       |
| «Аякс»                     | Загалом           | Загалом             | 18    | 0    | 0          | 0          | 0          | 0          | 12          | 0           | 0     | 0    | 30      | 0       |
| «Саутгемптон»              | 2004–05           | Прем'єр-ліга        | 6     | 0    | 0          | 0          | 3          | 0          | —           | —           | —     | —    | 9       | 0       |
| «Вердер» (Бремен) (оренда) | 2005–06           | Бундесліга          | 8     | 1    | 1          | 0          | —          | —          | 1           | 0           | —     | —    | 10      | 1       |
| «Андерлехт»                | 2006–07           | Ліга Жупіле         | 25    | 0    | 0          | 0          | —          | —          | 3           | 0           | —     | —    | 28      | 0       |
| «Андерлехт»                | 2007–08           | Ліга Жупіле         | 29    | 7    | 1          | 0          | —          | —          | 10          | 0           | —     | —    | 40      | 7       |
| «Андерлехт»                | 2008–09           | Ліга Жупіле         | 22    | 3    | 0          | 0          | —          | —          | —           | —           | 2     | 0    | 24      | 3       |
| «Андерлехт»                | 2009–10           | Ліга Жупіле         | 24    | 2    | 1          | 0          | —          | —          | 10          | 1           | 10    | 5    | 45      | 8       |
| «Андерлехт»                | Загалом           | Загалом             | 100   | 12   | 2          | 0          | 0          | 0          | 23          | 1           | 12    | 5    | 137     | 18      |
| «Вулвергемптон Вондерерз»  | 2010–11           | Прем'єр-ліга        | 6     | 1    | 0          | 0          | 0          | 0          | —           | —           | —     | —    | 6       | 1       |
| «Стандард» (Льєж)          | 2010–11           | Ліга Жупіле         | 8     | 2    | 4          | 1          | —          | —          | —           | —           | 9     | 0    | 21      | 3       |
| «Стандард» (Льєж)          | 2011–12           | Ліга Жупіле         | 20    | 5    | 2          | 2          | —          | —          | 9           | 0           | 11    | 0    | 42      | 7       |
| «Стандард» (Льєж)          | 2012–13           | Ліга Жупіле         | 28    | 3    | 2          | 1          | —          | —          | —           | —           | 7     | 0    | 37      | 4       |
| «Стандард» (Льєж)          | 2013–14           | Ліга Жупіле         | 28    | 3    | 1          | 0          | —          | —          | 7           | 0           | 10    | 0    | 46      | 3       |
| «Стандард» (Льєж)          | 2014–15           | Ліга Жупіле         | 19    | 2    | 1          | 0          | —          | —          | 9           | 0           | 7     | 0    | 36      | 2       |
| «Стандард» (Льєж)          | 2015–16           | Ліга Жупіле         | 17    | 2    | 2          | 0          | —          | —          | 4           | 1           | —     | —    | 23      | 3       |
| «Стандард» (Льєж)          | Загалом           | Загалом             | 120   | 17   | 12         | 4          | 0          | 0          | 29          | 1           | 44    | 0    | 205     | 22      |
| «ЛА Гелексі»               | 2016              | Major League Soccer | 28    | 0    | 1          | 0          | —          | —          | 2           | 0           | 3     | 0    | 34      | 0       |
| «ЛА Гелексі»               | 2017              | Major League Soccer | 18    | 1    | 3          | 1          | —          | —          | —           | —           | —     | —    | 21      | 2       |
| «ЛА Гелексі»               | Загалом           | Загалом             | 46    | 1    | 4          | 1          | 0          | 0          | 2           | 0           | 3     | 0    | 55      | 2       |
| «Антверпен»                | 2017–18           | Ліга Жупіле         | 19    | 0    | 1          | 0          | —          | —          | —           | —           | 4     | 0    | 24      | 0       |
| «Антверпен»                | 2018–19           | Ліга Жупіле         | 25    | 1    | 0          | 0          | —          | —          | —           | —           | 9     | 0    | 34      | 1       |
| «Антверпен»                | Загалом           | Загалом             | 44    | 1    | 1          | 0          | 0          | 0          | 0           | 0           | 13    | 0    | 58      | 1       |
| «Локерен»                  | 2019–20           | Челлендж Про-ліга   | 23    | 1    | 1          | 0          | —          | —          | —           | —           | —     | —    | 24      | 1       |
| Усього за кар'єру          | Усього за кар'єру | Усього за кар'єру   | 379   | 34   | 21         | 5          | 3          | 0          | 67          | 2           | 72    | 5    | 542     | 46      |

1. ↑  плей-оф за чемпіонство у Першому дивізіоні Бельгії
2. 1 2 3 4 5  матчі плей-оф у Лізі Жупіле
3. ↑  Десять матчів у плей-оф ліги, поєдинок у Суперкубок Бельгії
4. ↑  Матчі в плей-оф MLS
5. 1 2  Матчі в плей-оф Ліги Жупіле

### У збірній
| Дата       | Місто      | Господарі            | Результат | Гості       | Турнір            | Голи | Примітки |
| ---------- | ---------- | -------------------- | --------- | ----------- | ----------------- | ---- | -------- |
| 29-3-2003  | Загреб     | Хорватія             | 4 – 0     | Бельгія     | Відбір до ЧЄ 2004 | -    | 67'      |
| 20-8-2003  | Брюссель   | Бельгія              | 1 – 1     | Нідерланди  | товариський матч  | -    | 48' 62'  |
| 10-9-2003  | Брюссель   | Бельгія              | 2 – 1     | Хорватія    | Відбір до ЧЄ 2004 | -    |          |
| 11-10-2003 | Льєж       | Бельгія              | 2 – 0     | Естонія     | Відбір до ЧЄ 2004 | -    | 56'      |
| 18-2-2004  | Брюссель   | Бельгія              | 0 – 2     | Франція     | товариський матч  | -    |          |
| 31-3-2004  | Кельн      | Німеччина            | 3 – 0     | Бельгія     | товариський матч  | -    | 65'      |
| 28-4-2004  | Брюссель   | Бельгія              | 2 – 3     | Туреччина   | товариський матч  | -    | 46'      |
| 17-8-2005  | Брюссель   | Бельгія              | 2 – 0     | Греція      | товариський матч  | -    | 90'      |
| 3-9-2005   | Зениця     | Боснія і Герцеговина | 1 – 0     | Бельгія     | Відбір до ЧС 2006 | -    | 65' 78'  |
| 20-5-2006  | Трнава     | Словаччина           | 1 – 1     | Бельгія     | товариський матч  | -    |          |
| 24-5-2006  | Генк       | Бельгія              | 3 – 3     | Туреччина   | товариський матч  | -    | 73' 86'  |
| 16-8-2006  | Брюссель   | Бельгія              | 0 – 0     | Казахстан   | Відбір до ЧЄ 2008 | -    | 60'      |
| 6-9-2006   | Єреван     | Вірменія             | 0 – 1     | Бельгія     | Відбір до ЧЄ 2008 | -    | 67'      |
| 7-2-2007   | Брюссель   | Бельгія              | 0 – 2     | Чехія       | товариський матч  | -    | 46'      |
| 24-3-2007  | Лісабон    | Португалія           | 4 – 0     | Бельгія     | Відбір до ЧЄ 2008 | -    | 81' 89'  |
| 6-6-2007   | Гельсінкі  | Фінляндія            | 2 – 0     | Бельгія     | Відбір до ЧЄ 2008 | -    | 85'      |
| 21-11-2007 | Баку       | Азербайджан          | 0 – 1     | Бельгія     | Відбір до ЧЄ 2008 | -    |          |
| 20-8-2008  | Нюрнберг   | Німеччина            | 2 – 0     | Бельгія     | товариський матч  | -    | 46' 64'  |
| 6-9-2008   | Льєж       | Бельгія              | 3 – 2     | Естонія     | Відбір до ЧС 2010 | -    | 70'      |
| 11-10-2008 | Брюссель   | Бельгія              | 2 – 0     | Вірменія    | Відбір до ЧС 2010 | -    |          |
| 15-10-2008 | Брюссель   | Бельгія              | 1 – 2     | Іспанія     | Відбір до ЧС 2010 | -    | 73'      |
| 19-11-2008 | Люксембург | Люксембург           | 1 – 1     | Бельгія     | товариський матч  | -    | 46'      |
| 12-8-2009  | Теплиці    | Чехія                | 3 – 1     | Бельгія     | товариський матч  | -    | 80'      |
| 3-3-2010   | Брюссель   | Бельгія              | 0 – 1     | Хорватія    | товариський матч  | -    |          |
| 19-5-2010  | Брюссель   | Бельгія              | 2 – 1     | Болгарія    | товариський матч  | -    | 64'      |
| 11-8-2010  | Турку      | Фінляндія            | 1 – 0     | Бельгія     | товариський матч  | -    | 46'      |
| 8-10-2010  | Астана     | Казахстан            | 0 – 2     | Бельгія     | Відбір до ЧЄ 2012 | -    | 79'      |
| 9-2-2011   | Гент       | Бельгія              | 1 – 1     | Фінляндія   | товариський матч  | -    | 59'      |
| 29-3-2011  | Брюссель   | Бельгія              | 4 – 1     | Азербайджан | Відбір до ЧЄ 2012 | -    | 80'      |
| 6-2-2013   | Брюгге     | Бельгія              | 2 – 1     | Словаччина  | товариський матч  | -    | 62'      |
| 14-8-2013  | Брюссель   | Бельгія              | 0 – 0     | Франція     | товариський матч  | -    | 80'      |
| Усього     |            | Матчів               | 31        |             | Голів             | 0    |          |

## Досягнення
«Аякс»
- Ередивізі
  -  Чемпіон (1): 2003/04

«Вердер» (Бремен)
- Бундесліга Німеччини
  -  Срібний призер (1): 2005/06

«Андерлехт»
- Ліга Жупіле
  -  Чемпіон (2): 2006/07, 2009/10

- Кубок Бельгії
  -  Володар (1): 2007/08

- Суперкубок Бельгії
  -  Володар (1): 2006, 2007

«Стандард» (Льєж)
- Кубок Бельгії
  -  Володар (1): 2010/11[25]

### Індивідуальні
- Матч всіх зірок МЛС (1): 2016